# Чеченская государственная филармония
Чеченская государственная филармония имени Аднана Шахбулатова — главная профессиональная концертная организация Чеченской Республики.

## История

### Становление
На основе коллективов художественной самодеятельности, музыкальной студии и оркестра народных инструментов при национальном театре по инициативе директора Г. Х. Мепурнова в 1936 году был создан «Чечено-Ингушский ансамбль песни, музыки и пляски». Художественным руководителем и главным дирижёром стал Заслуженный деятель искусств Казахской ССР Л. М. Шаргородский. В 1939 году на этой базе была создана филармония. Тогда же при филармонии был создан симфонический оркестр под управлением преподавателя музыкального училища Д. Беслера. Из участников оркестра были организованы струнный квартет, эстрадные группы.
Филармония внесла огромный вклад в развитие музыкальной культуры республики. Целый ряд советских композиторов создавал произведения на основе чечено-ингушского фольклора: «Чеченская сюита» А. А. Давиденко, «Джигитовка» М. В. Коваля, «Сюита для струнного квартета на чечено-ингушские темы» и «Чечено-Ингушская мелодия» Н. С. Речменского, поэма Умара Бексултанова «Легенда гор». Заслуженный артист ЧИАССР А. Халебский написал сюиту на чечено-ингушские темы для симфонического оркестра, многочисленные хоровые сочинения, сделал отдельные записи и обработки песен и танцев чечено-ингушского фольклора.

### После депортации
Расцвет Чечено-Ингушской филармонии пришёлся на период, когда министром культуры республики был Ваха Татаев (1958—1976). Помимо популярных в республике артистов — Заслуженной артистки РСФСР Марьям Айдамировой, Умара Димаева, Народного артиста РСФСР Валида Дагаева, Народных артистов Чечено-Ингушской АССР Султана Магомедова и Шиты Эдисултанова, — здесь работали такие выдающиеся мастера, как Махмуд Эсамбаев и Муслим Магомаев.
Грозненская филармония стала одной из самых популярных к стране. Не было отбоя от звонков и телеграмм из всех городов Союза с просьбой направить к ним на гастроли артистов филармонии. В Чечено-Ингушскую филармонию пришли Иосиф Кобзон, Юрий Антонов, Ирина Понаровская, Катя Семенова, Александр Барыкин и другие. Своё первое звание «Заслуженный артист Чечено-Ингушской АССР» получили в Грозном Иосиф Кобзон и Юрий Антонов. Этого же звания удостоены певец Павел Лисициан, композитор Оскар Фельцман и другие. Муслим Магомаев был удостоен звания «Народный артист ЧИАССР».
В 1972 году руководителем филармонии стал композитор Саид Димаев, а директором — Николай Кирякович Аманатиди.
В 1977 году открылось новое здание республиканского театрально-концертного зала, вмещавшего 800 зрителей. Здание было построено по проекту архитекторов А. Добровольского, Р. Наймушина и В. Голдовского и было оснащено по последнему слову техники того времени. Перед зданием располагались цветомузыкальные фонтаны.
В 1980-х годах на афишах филармонии появились имена новых одаренных артистов: Тамары Дадашевой, Зелимхана Дудаева, Апти Далхадова, Марем Ташаевой, Рамзана Даудова, Ислама Гельгоева и других. Вокруг этих артистов было создано несколько народных коллективов — ансамбль «Синтар» с участием Тамары Дадашевой, ВИА «Ичкерия» с участием Апти Далхадова и Марьям Ташаевой, ансамбль «Зама» под руководством Али Димаева и ряд других.
В 1969−1974 годах в филармонии под руководством Марьям Айдамировой работала эстрадная группа «Шовда». В 1973—1985 годах — группа «Играй, мой баян». В 1979 году при филармонии начал работать коллектив «Илли». Первым художественным руководителем этого коллектива был Народный артист республики Шита Эдисултанов, а музыкальным руководителем — Имран Усманов.

### Послевоенный период

Здание филармонии в 2001 году.

После начала распада СССР и боевых действий на территории Чечни многие артисты вынуждены были прекратить творческую деятельность, а некоторым пришлось покинуть республику.
Задолго до полного прекращения боевых действий началось восстановление всех сфер жизни Чечни. Процесс шёл очень тяжело, потому что некоторые деятели культуры погибли, некоторые покинули республику, учреждения культуры были разрушены, не было костюмов, музыкальных инструментов, транспорта, финансирования. Начинать приходилось практически на пустом месте.
Местом для репетиций на первых порах стала квартира директора Госфилармонии М. Хомдиева. Вскоре заработали вокальные коллективы «Илли», «Жовхар», «Безаман аз», «Раяна», «Экспансия», «Ламанхой».
В 2006 году при Госфилармонии был создан оркестр народных инструментов. За короткий срок была создана новая программа. Через три месяца состоялся сольный концерт оркестра.
В республике идёт большая работа по возрождению музыкальный культуры, в которой заметное место занимает вклад работников филармонии. За большие успехи по пропаганде музыкальной культуры и искусства среди населения республики многие артисты Госфилармонии удостоены почетных званий Чеченской Республики. Среди них Народные артисты Чеченской Республики Марем Ташаева, Макка Межиева, Зелимхан Дудаев, Имран Усманов, Заслуженные артисты Кузани Абдурашидова, Таус Мусаева, Бислан Суипов, Зина Анасова, Малика Юнусова, Тоита Исраилова, Ваха Сааев.

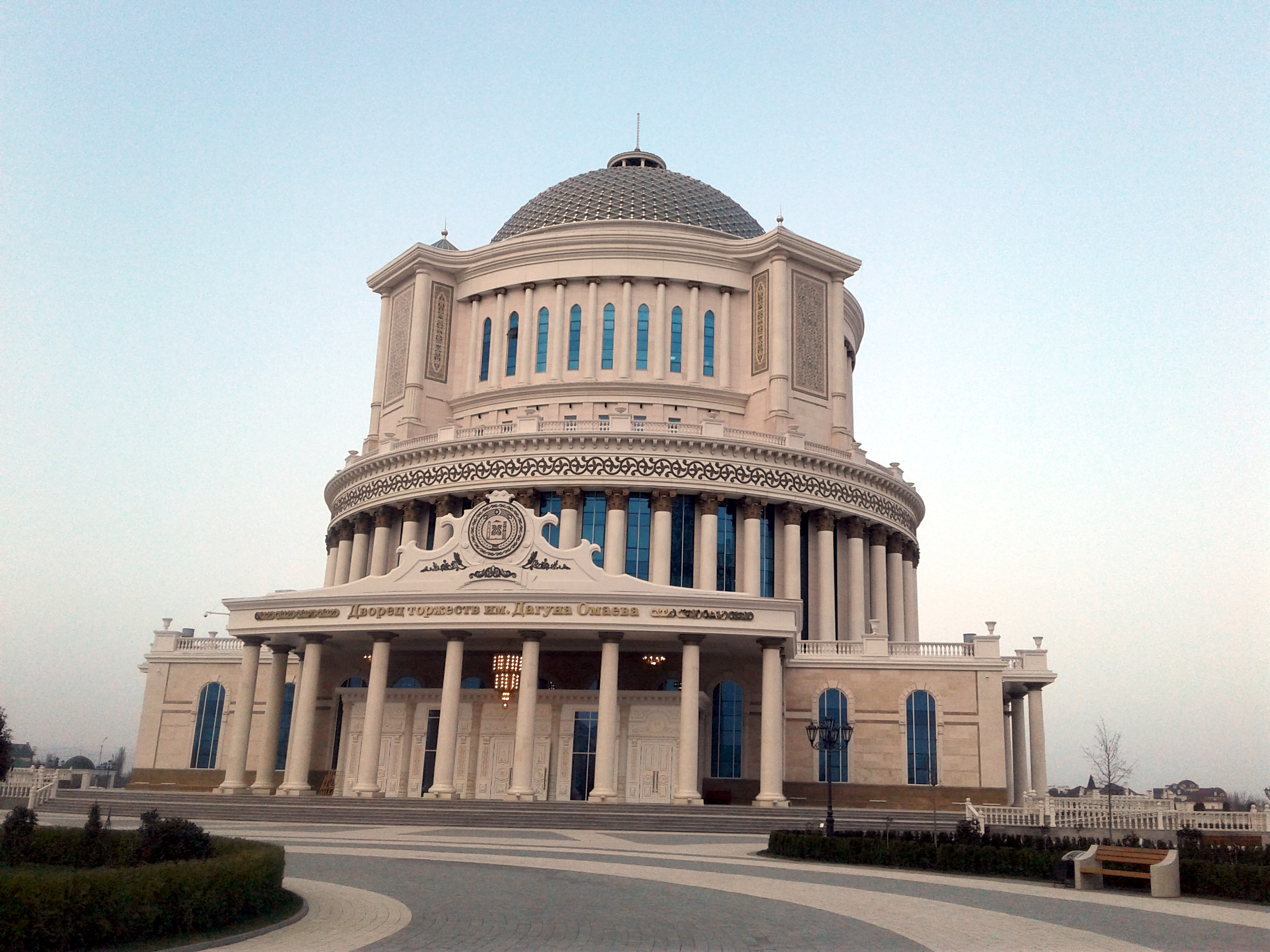
Здание Дворца культуры имени Дагуна Омаева, в котором ныне располагается филармония.

В 2020 году филармония переехала в вновь построенное здание Дворца культуры имени Дагуна Омаева. На освободившееся место переехал Чеченский драматический театр имени Ханпаши Нурадилова.

## В филателии

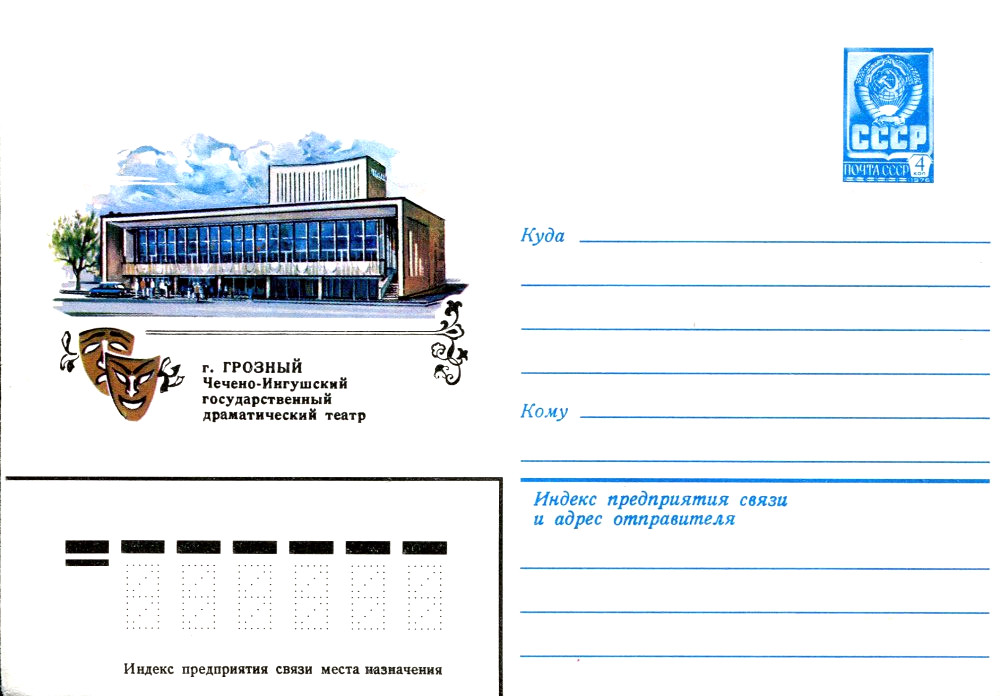
Художественный маркированный конверт 1979 года с изображением филармонии.

В 1979 и 1991 годах в СССР были выпущены художественные маркированные конверты с изображением филармонии.
В 1983 году была выпущена почтовая карточка с изображением Грозненской филармонии.

## Награды
- Благодарность Президента Южной Осетии (16 августа 2023 года) — за заслуги в области музыкального искусства и многолетнюю плодотворную творческую деятельность[5].